# Suzuki LS650 Savage
De Suzuki LS650 Savage, of LS650, is een motorfiets die behoort tot de Light Customs.

## Suzuki's Big Single
De Savage was uitgerust met Suzuki's 'Big Single', een luchtgekoeld SOHC-motorblok van 30 pk en 652 cc, en met 4 kleppen en 1 cilinder.

## Productie en publiek

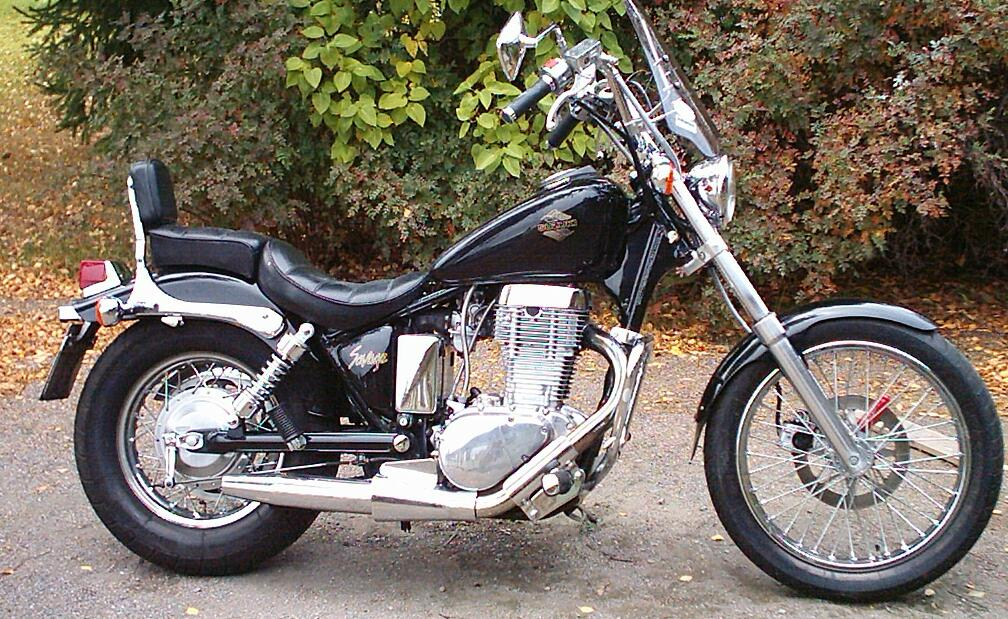
Suzuki Savage uit 1988

De Savage werd geproduceerd door de Suzuki Motor Corporation van 1986 tot 2004. Bovendien werd er in 1997 een speciale versie genaamd Celebration op de markt gebracht. Afgezien van wat kleine uiterlijke veranderingen bleef de LS650 tot het jaar 2005 ongewijzigd. In dit jaar werden opnieuw enkele kleine modificaties verricht en kreeg het model de naam Boulevard S40. Aanvankelijk werd de motorfiets vooral beschouwd als gemakkelijk te hanteren door beginners, maar dankzij het eenvoudige ontwerp en de spartaanse uitrusting kozen uiteindelijk ook meer ervaren motorrijders voor deze eencilinder. Het motorblok kampte naar verluidt met een duurzaamheidskwestie, die door de combinatie van de nokkenaslagers en de bijna 60 cm lange olietoevoerleiding naar de cilinderkop werd veroorzaakt. De lange olietoevoerleiding betekende dat na een koude start de nokkenas enkele seconden droog in werking werd gesteld, wat uiteindelijk tot slijtage van de nokkenas leidde.
Met een totale hoogte van 1,15 meter was de motor uitermate geschikt voor berijders kleiner dan 1,80 meter.

## Specificaties
| Model 2004   | Model 2004                                                                                          |
| ------------ | --------------------------------------------------------------------------------------------------- |
| Motorblok    | 652 cc, luchtgekoeld, SOHC, 4 kleppen, carburatie                                                   |
| Transmissie  | 5 versnellingen (modeljaren 1986, 1987 en 1988 hadden 4 versnellingen), riem aangedreven achterwiel |
| Drooggewicht | 160 kg                                                                                              |
| Wielbasis    | 137,9 cm                                                                                            |
| Hoogte       | 115 cm                                                                                              |
| Breedte      | 77,4 cm                                                                                             |
| Lengte       | 218,9 cm                                                                                            |
| Tankinhoud   | 10,5 liter                                                                                          |
| Remsysteem   | Voor: enkele hydraulische schijfrem Achter: mechanische trommelrem                                  |